# Jean Claude Doret
Jean Claude Doret   (França, p. dècada del 1930), conegut al món de les curses simplement com a Jean Claude, és un antic pilot d'automobilisme català d'origen francès.

## Trajectòria esportiva
Establert des de petit a Catalunya, debutà el 1966 amb un Jaguar en una cursa al circuit de Montjuïc. Compaginà les curses de velocitat i els ral·lis, modalitat que abandonà progressivament en morir el 1972 el seu germà Michel, que li feia de copilot. El 1969 es proclamà campió de Catalunya de Fórmula 4 i el 1970 quedà segon en el campionat de F-1430, amb tres victòries parcials. Després es passà a la F-1800, on repetí el subcampionat els anys 1974 i 1975, aconseguint-hi diverses victòries parcials.
Entre 1975 i 1976 disputà el Campionat Internacional Fórmula Renault Europe, i el 1977 es passà a les pujades de muntanya, primer amb un Juncosa i a partir del 1978 amb un Lola T290-BMW. Fou el gran rival de Joan Fernández als Campionats d'Espanya i de Catalunya de muntanya i en fou el subcampió entre el 1979 i el 1981.